# Бако, Бриджит
Бриджит Бако (англ. Brigitte Bako, 15 мая 1967, Монреаль, Канада) — канадская актриса, продюсер и сценарист. Наиболее известна по фильмам «Дневники Красной Туфельки», а также как продюсер и звезда канадского комедийного сериала G-Spot.

## Жизнь и карьера
Её родители были выжившими во время Холокоста венгерскими евреями, эмигрировавшими в Канаду. В юности серьёзно занималась балетом, выступала с Grand Ballets du Canada и сотрудничала с Canadian National Shakespeare Company. Однако из-за проблем с анорексией, она бросила балет и переехала в Нью-Йорк. Здесь она довольно быстро получила роль в фильме Мартина Скорцезе «Нью-Йоркские истории». За этой роль последовала эпизодическая роль в фильме «Правосудие одиночки». Широкую известность она получила в 1992 году, когда снялась в фильме Залмана Кинга «Дневники красной туфельки» вместе с Дэвидом Духовны и Билли Виртом. Этот проект стал культовым телефильмом Showtime Network.
В 1993 году Бриджит снялась вместе с Томом МакКамусом и Кевином Тайем в канадском фильме «Я люблю мужчину в униформе». Она получила премию Джини (канадской аналог премии Американской киноакадемии) за работу в этом напряженном триллере. В том же году она снялась в фильме «Смертельный прилив» с Крисом Сарандоном и Майклом Тайсоном. И «Смертельный прилив». и «Дневники красной туфельки» было несколько сцен где актриса играла обнажённой, они, как в случае множества других звёзд были вырваны из контекста и использованы в качестве контента специфических порносайтов. На самом же деле, в обоих фильмах нагота является неотъемлемой частью сюжета. После крупной роль второго плана в триллере «Странные дни» Бриджит отметилась в ряде экшн-фильмов. К ним относятся «Побег» с Патриком Демпси, "Двойной захват " с Крэйгом Шеффером и Костасом Мэндилором, и «Основной подозреваемый» с Уильямом Болдуином, и другие. Она также была востребована как голосовой актёр. Её работы в этой области включают мультсериалы Диснея «Гаргульи», «Годзилла» и английский дубляж аниме «3×3 Eyes». Бриджит играла в «Отелло» и «Доме Куклы», а на телевидении отметилась в эпизодах сериалов «Class of '96», «Закон для всех», «Незнакомцы», «Секретные агенты», «Закон и порядок», и «Californication».
Появилась в роли Бьянки в сериале «Разум женатого мужчины», который выдержал два сезона. Она также создала канадский сериал «G-Spot», в котором сама и снялась в роли Джиджи, который выдержал три успешных сезона.
Живёт в Нью-Йорке и Лос-Анджелесе.

## Фильмография
| Год       |     | Русское название                                | Оригинальное название               | Роль                                      |
| --------- | --- | ----------------------------------------------- | ----------------------------------- | ----------------------------------------- |
| 1989      | ф   | Нью-йоркские истории                            | New York Stories                    | Молодая женщина                           |
| 1991      | с   | Закон для всех                                  | Equal Justice                       | Жоржина Уилкокс                           |
| 1991      | ф   | Хороший полицейский                             | One Good Cop                        | Миссис Гаретт                             |
| 1991      | мф  | 3×3 Eyes                                        | 3×3 Eyes                            | Пай Аянакодзи (Озвучка английской версии) |
| 1992      | кор |                                                 | Fifteenth Phase of the Moon         | Каролина                                  |
| 1992      | тф  | Дневники Красной Туфельки                       | Red Shoe Diaries                    | Алекс                                     |
| 1993      | с   | Класс 96                                        | Class of '96                        | Анжела                                    |
| 1993      | ф   | Я люблю мужчину в униформе                      | I Love a Man in Uniform             | Чарли Уорнер                              |
| 1994      | ф   | Репликатор                                      | Replikator                          | Кэти Москоу                               |
| 1994      | ф   |                                                 | Dark Tide                           | Энди                                      |
| 1995      | с   | Дневники Красной Туфельки                       | Red Shoe Diaries                    | Алекс Винтер                              |
| 1995      | ф   |                                                 | Irving                              | Вампир в ночном клубе                     |
| 1995      | ф   | Странные дни                                    | Strange Days                        | Айрис                                     |
| 1995—1996 | мс  | Гаргульи                                        | Gargoyles                           | Анджела (голос)                           |
| 1996      | с   | Незнакомцы                                      | Strangers                           | Джейси                                    |
| 1997      | ф   |                                                 | Dinner and Driving                  | Грейс                                     |
| 1998      | ф   | Двойной захват                                  | Double Take                         | Ники Капелли                              |
| 1998      | ф   | Паранойя                                        | Paranoia                            | Яна Мерсер                                |
| 1998      | тф  | Побег                                           | The Escape                          | Сара                                      |
| 1998      | ф   |                                                 | The Week That Girl Died             | Джесси                                    |
| 1998—2000 | мс  | Годзилла                                        | Godzilla: The Series                | Моник Дюпре (голос)                       |
| 2000      | ф   | Основной подозреваемый                          | Primary Suspect                     | Никки                                     |
| 2000      | в   | Дневники Красной Туфельки 12: Девушка на байке  | Red Shoe Diaries 12: Girl on a Bike | Алекс Винтер (не указана в титрах)        |
| 2000      | в   | Дневники Красной Туфельки 18: Игра              | Red Shoe Diaries 18: The Game       | Алекс Винтер (не указана в титрах)        |
| 2000      | с   | Секретные агенты                                | Secret Agent Man                    | неизвестно                                |
| 2001      | в   | Дневники Красной Туфельки 17: Плавающие голышом | Red Shoe Diaries 17: Swimming Naked | Алекс Винтер (не указана в титрах)        |
| 2001      | с   | Разум женатого мужчины                          | The Mind of the Married Man         | Бьянка Берман                             |
| 2002      | ф   | Сладкая месть                                   | Sweet Revenge                       | Мейси                                     |
| 2002      | ф   | Неправильный номер                              | Wrong Number                        | Дана Демотте                              |
| 2002      | в   | Дневники Красной Туфельки 15: Запретная зона    | Red Shoe Diaries 15: Forbidden Zone | Алекс Винтер (не указана в титрах)        |
| 2002      | ф   |                                                 | Saint Monica                        | Айцелия                                   |
| 2003      | с   |                                                 | The Atwood Stories                  | Селена                                    |
| 2004      | с   | Закон и порядок                                 | Law & Order                         | Кэрри Солтер                              |
| 2005      | кор |                                                 | Who's the Top?                      | Гвен                                      |
| 2005—2009 | с   | Точка G                                         | G-Spot                              | Джиджи сценарист исполнительный продюсер  |
| 2007      | с   | Californication                                 | Californication                     | Продавец машин                            |
| 2010      | кор |                                                 | David and Goliath                   | исполнительный продюсер                   |

## Номинации
В 1993 году номинировалась как лучшая актриса второго плана на премию Джини за фильм «Я люблю мужчину в униформе». В 2003 году номинировалась также как лучшая актриса второго плана на премию Джини за фильм «Святая Моника». В 2006 году номинировалась на премию Джемини в категории лучшее индивидуальное выступление в комедийной программе или сериале за эпизод «HBO» сериала Точка G (сериал).